# Revolução dos Ganhadores
A Revolução dos Ganhadores, também conhecida como a greve dos carregadores africanos de 1857, foi uma greve trabalhista que envolveu carregadores africanos, conhecidos como ganhadores, na cidade brasileira de Salvador, Bahia. A greve começou após a aprovação de uma lei municipal que mudou a forma como os ganhadores operavam na cidade. A greve terminou com uma vitória parcial dos grevistas, pois a Câmara Municipal substituiu o decreto-lei por outro que eliminou alguns dos dispositivos mais impopulares. O evento é denominado pelo historiador brasileiro João José Reis como a primeira greve geral da história do Brasil.
Durante o século XIX, os ganhadores eram cruciais para o transporte de mercadorias por Salvador. O comércio era dominado por africanos, escravizados e livres, que trabalhavam juntos em grupos autônomos conhecidos como cantos. Embora os ganhadores tivessem muita liberdade para se movimentar pela cidade, o medo de uma revolta de escravos, como a revolta dos Malês de 1835, levou o governo a tentar exercer mais controle sobre os ganhadores. Em 1836, o governo provincial da Bahia promulgou uma lei que exigia que os ganhadores se registrassem no governo, usassem crachás de identificação e operassem sob a supervisão direta de capitães, o que substituiu o sistema de canto.
A lei se mostrou extremamente impopular, não apenas entre os ganhadores, mas também com o público em geral e, no ano seguinte, o sistema de canto foi restaurado e a lei deixou de ser aplicada. Em 1857, a câmara de Salvador promulgou uma nova lei copiando a lei de 1836, novamente exigindo que os ganhadores se registrassem e usassem crachás de identificação de metal no pescoço. Os ganhadores eram obrigados a pagar uma taxa pelas etiquetas, e os libertos também tinham que fornecer um fiador que se responsabilizaria por eles. Para protestar contra a nova lei, os ganhadores da cidade entraram em greve no dia 1º de junho, mesma data em que a lei entrou em vigor.
A greve praticamente interrompeu o transporte dentro da cidade. Jornais locais noticiaram-na com matérias de primeira página e notaram seu impacto na economia local. Em poucos dias, o presidente da província, João Lins Cansanção, Visconde de Sinimbu, fez com que a Câmara Municipal rescindisse a exigência de taxa da lei. No entanto, a greve continuou e, em uma semana, a Câmara Municipal anunciou uma nova lei: os ganhadores ainda precisariam se cadastrar e usar crachás de identificação no pescoço, mas não pagariam a taxa de inscrição e nem precisariam mais de um fiador, mas apenas de um "certificado de fiança" de um autoridade ou um cidadão respeitável. Com essas mudanças, a greve continuou, mas mais ganhadores se inscreveram e voltaram ao trabalho. No dia 13 de junho, o Jornal da Bahia informou que a greve havia efetivamente terminado. João José Reis atribui o sucesso parcial da greve à solidariedade entre a comunidade afro-brasileira de Salvador e vê o evento como um dos primeiros exemplos de pan-africanismo que se tornaria mais comum em toda a Bahia no final do século XIX.

## Contexto

### Escravidão urbana em Salvador
Em 1857, Salvador, a capital da província brasileira da Bahia e uma importante cidade portuária no comércio atlântico de escravos, tinha uma população de mais de 50 mil pessoas. Os brasileiros brancos constituíam cerca de 30% da população, e os negros, cerca de 40%. Ao todo, os afro-brasileiros, que incluíam escravos, libertos e mestiços de ascendência africana, compunham a maioria da população da cidade. Os escravos compunham entre 30 e 40 por cento da população, sendo a maioria nascidos na África; muitos eram nagôs, ou membros do povo iorubá da região ao redor da baía do Benin.
O sistema de escravidão urbana em Salvador diferia em alguns aspectos da escravidão nas plantações. Muitos dos escravos em Salvador tinham uma liberdade de movimento comparativamente alta e se dedicavam a várias formas de trabalho braçal nas ruas, em ofícios como pedreiro ou carpinteiro. Não era uma prática incomum para senhores de escravos permitir que seus escravos vivessem em lugares alugados longe de suas casas e retornar apenas uma vez por semana para dar a seus senhores uma quantia em dinheiro que eles ganharam com seu trabalho, sendo permitido manter o restante. Em muitos casos, esses escravos trabalhavam ao lado de libertos, e alguns escravos conseguiam economizar dinheiro suficiente para comprar sua alforria.

### Ganhadores
Muitos negros em Salvador trabalhavam como ganhadores. Esses ganhadores trabalhavam como carregadores, transportando mercadorias, cargas e pessoas por toda a cidade. O transporte na cidade dependia em grande parte desses ganhadores, pois outras formas de transporte eram indisponíveis ou economicamente inviáveis para a maioria dos comerciantes. Na época, era uma profissão totalmente exercida por negros, não havendo brancos ou pardos trabalhando nessa área. Em visita a Salvador em 1847, Alexandre, barão de Forth-Rouen des Mallets, da França, escreveu que os negros constituíam "a maioria da população baiana" e eram "os únicos a serem vistos nas ruas, como bestas empregadas para carregar todo tipo de carga e que circulam carregadas de cargas pesadas". Observação semelhante foi feita pelo explorador alemão Robert Christian Avé-Lallemant durante uma estada em Salvador em 1858, sobre a qual disse: "Tudo que corre, grita, trabalha, tudo que transporta e carrega é preto". Cerca de 30 por cento dos escravos nagôs em Salvador trabalhavam exclusivamente como ganhadores, e a maioria trabalhava em tempo integral ou em meio período. Os ganhadores de Salvador organizaram-se em grupos de trabalho conhecidos como cantos, com cada canto abrangendo uma determinada área da cidade. Esses cantos também funcionavam como importantes espaços públicos para os africanos em Salvador, pois serviam como locais de encontro onde as pessoas podiam interagir, comprar e vender mercadorias e praticar sua religião. Cada canto era comandado por um capitão-do-canto, escolhido entre os próprios ganhadores do canto, podendo ser libertos ou escravos.

### Revolta dos Malês e suas consequências

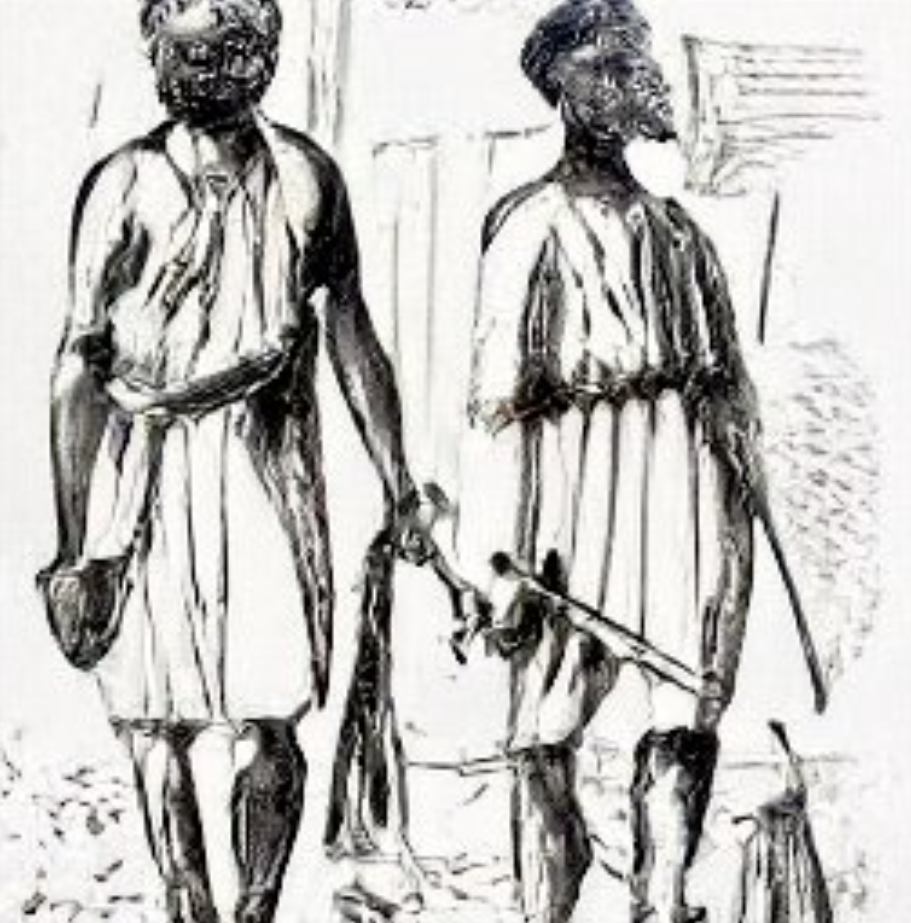
Escravos de cavanhaque carregando ferramentas em Salvador (Circa 1800)

Entre 1807 e 1835, os escravos da Bahia organizaram mais de 20 rebeliões que assustaram muitos proprietários de escravos da região. Em 1835, um grupo de escravos e libertos muçulmanos de Salvador, em sua maioria iorubás, revoltou-se no que o historiador João José Reis chamou de "a mais dramática rebelião escrava urbana da história do Brasil". A revolta acabou sendo reprimida e, como resultado, cerca de metade dos presos indiciados por envolvimento eram ganhadores. Além disso, 17% dos indivíduos eram artesãos que provavelmente trabalharam nos cantos e atuaram como os principais conspiradores do levante. Em junho daquele ano, em resposta ao levante, o Legislativo Provincial promulgou a Lei 14, que substituiu os cantos por capatazias. Nesse sistema, as capatazias seriam supervisionadas por um capataz que receberia um salário diretamente dos ganhadores por ele supervisionados e, de acordo com a lei, "policiaria os ganhadores". Além disso, os ganhadores seriam obrigados a se registrar no governo e usar pulseiras de metal com etiquetas de identificação. Os ganhadores eram obrigados a se registrar mensalmente e enfrentariam uma taxa de 10.000 réis caso não o fizessem. Um sistema de inspetores foi estabelecido para supervisionar seus registros, policiar as áreas a que foram designados e servir como superiores dos capatazes. A lei, que entrou em vigor em abril de 1836, era impopular entre os ganhadores e o público em geral. Um artigo publicado no Diário da Bahia em maio de 1836 criticava os capatazes e os crachás, argumentando que eles acarretariam aumento de preços e dificultariam a circulação dos ganhadores pela cidade. Além disso, o jornal considerou que a província não deveria se envolver em leis relativas a ganhadores, o que eles consideravam ser um assunto que deveria ser deixado para o governo municipal. As autoridades tiveram dificuldades em fazer cumprir a lei, pois muitos ganhadores se recusaram a se registrar, deram informações falsas, se recusaram a pagar multas e se mudaram para partes da cidade onde a lei não era rigorosamente aplicada. Empresários e comerciantes em algumas áreas reclamaram do efeito que a lei teve em seus negócios, pois o número de ganhadores ativos nessas áreas caiu consideravelmente. Por fim, em 1837, as autoridades cederam, os cantos foram restaurados e a lei deixou de ser aplicada.

### Decreto municipal de 1857
Apesar do fracasso da Lei 14, as autoridades brasileiras continuaram a tentar exercer controle sobre os ganhadores nas décadas seguintes. Por volta de março de 1857, a prefeitura de Salvador promulgou uma portaria que determinava que os ganhadores teriam que registrar-se para obter alvará na Câmara Municipal para continuar a exercer a profissão. O custo total do registo era de cinco mil réis, aproximadamente o preço de 10 quilos de carne, sendo três mil réis destinados a uma placa de metal com o número de registo do escravo gravado. Esta placa deveria ser usada em volta do pescoço durante o trabalho. Uma política semelhante existia desde o início da década de 1840 em relação aos ganhadores no Rio de Janeiro, capital do Império Brasileiro. Além disso, os ganhadores libertos precisavam apresentar fiadores que assumissem a responsabilidade pelo seu comportamento. Uma portaria municipal semelhante que já existia na época aplicava-se às ganhadeiras, mulheres negras que trabalhavam nas ruas como vendedoras de mercearia, que tinham de pagar uma taxa anual de 20 mil réis. A legislação entraria em vigor em 1º de junho.

## Curso da greve
Os negros esconderam-se; e se os senhores não intervirem, ordenando-lhes que obedeçam à Lei, esta calamidade continuará porque, pelo que ouvimos, eles estão assim dispostos.

Cobertura da greve no Jornal da Bahia, 2 de junho de 1857
A greve começou em 1º de junho, dia em que a lei entrou em vigor. O transporte na cidade foi imediatamente paralisado. No dia seguinte, o Jornal da Bahia publicou matéria de primeira página sobre a greve, dizendo que não havia ganhadores ativos na cidade e que nada havia saído da alfândega, exceto alguns pequenos itens e mercadorias que eram transportados por escravos das partes envolvidas. O jornal continuou a publicar atualizações de primeira página durante a greve. No dia 1º de junho, a Associação Comercial, grupo que representava alguns dos maiores comerciantes da cidade, protestou contra a portaria ao presidente da província da Bahia, João Lins Cansanção, Visconde de Sinimbu. Cansanção, um político economicamente liberal, ordenou imediatamente que o conselho parasse de cobrar a taxa de inscrição e distribuísse as etiquetas gratuitamente. Isto resultou num cisma entre o presidente e a Câmara Municipal, com o presidente argumentando que a Câmara não tinha autoridade para cobrar o imposto aos ganhadores sem o consentimento do governo provincial e que o peso da taxa seria repassado aos consumidores. Apesar das objeções de alguns vereadores, a Câmara concordou em isentar a taxa de inscrição. No início da greve, houve confusão entre os diferentes grupos sobre qual tinha sido a sua principal causa. A Associação Comercial argumentou que o imposto de registo era o principal culpado, os editores do Jornal culpavam as etiquetas de identificação obrigatórias e os ganhadores as viam como um sinal óbvio de humilhação e desumanização. A Câmara Municipal, entretanto, afirmou que a greve começou porque os ganhadores “pretendem prescindir de qualquer tipo de fiscalização”.
Com a revogação da parte financeira da legislação, os ganhadores continuaram a fazer greve por causa dos regulamentos, especificamente a disposição de que deveriam usar etiquetas metálicas de identificação. No dia 2 de junho, o Jornal noticiou que tinha havido algum movimento de mercadorias provenientes da alfândega, mas que o transporte como um todo era quase inexistente. No terceiro dia, porém, alguns escravos começaram a desertar e a voltar ao trabalho. Muitos tiveram suas placas adquiridas por seus proprietários e enfrentaram represálias por continuarem a greve. De acordo com os arquivos mantidos pela Câmara Municipal, foram efetuados 40 registos no dia 4 de junho, depois de os proprietários terem sido informados de que não teriam de pagar a taxa, contra apenas três registos efetuados antes daquela data. O Jornal noticiou que alguns escravos que usavam as suas etiquetas em público foram atacados com pedras por grevistas, e outros optaram por retirar as suas placas e retomar a greve após pressão de outros africanos. Apesar destes incidentes, a solidariedade permaneceu relativamente forte entre os grevistas e a comunidade de apoio, com evidências de que algumas ganhadeiras permitiram aos grevistas comprar alimentos a crédito. No dia 5 de junho, o Jornal qualificou a greve de “crise perigosa, uma revolução” liderada por “novos revolucionários”, rotulando-a de “revolução dos ganhadores”. Muitos brasileiros brancos na cidade ficaram alarmados com o impacto que a greve estava tendo e temiam uma rebelião total de escravos.
No dia 8 de junho, alguns ganhadores começaram a voltar ao trabalho sem usar crachás de identificação. Esse número continuou a aumentar nos dias seguintes. No dia 9 de junho, a Câmara Municipal votou pela revogação da portaria e substituiu-a por uma nova que eliminou totalmente o imposto. Além disso, os libertos não eram mais obrigados a ter fiadores, mas apenas um "certificado de garantia" de um funcionário ou cidadão de boa reputação. Contudo, a nova lei ainda exigia que todos os ganhadores usassem suas etiquetas em público. Na sequência desta nova lei, muitos libertos começaram a recolher certificados de garantia e a registar-se na prefeitura e, até 12 de junho, muitos ganhadores regressaram ao trabalho, usando as suas etiquetas. No entanto, um número significativo voltou ao trabalho sem etiquetas, seja como forma de protesto contínuo ou porque a prefeitura estava sem etiquetas. No dia seguinte, o Jornal noticiou que o comércio estava a retomar os níveis anteriores à greve, com a greve efetivamente encerrada.

## Consequências

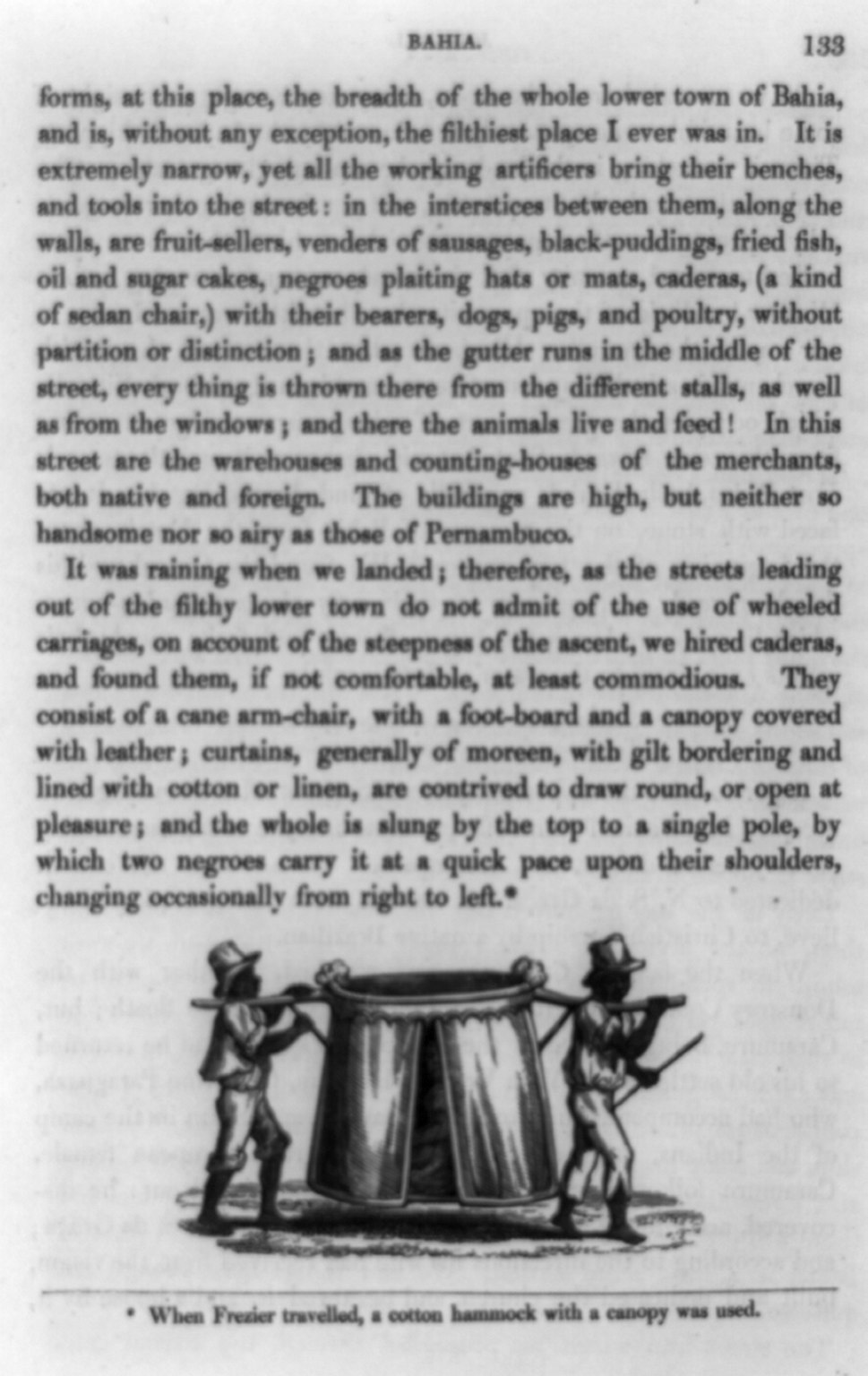
Ilustração mostrando dois escravos na Bahia carregando uma liteira forrada de pano com uma mulher dentro.

A greve teve um grande impacto de curto prazo na economia e na história de Salvador, já que efetivamente interrompeu o transporte dentro da cidade por uma semana. Em 1997, Reis chamou o evento de primeira greve geral da história do Brasil, ocorrendo vários anos antes de uma greve mais conhecida envolvendo impressores no Rio de Janeiro em 1858. No final das contas, a greve foi parcialmente bem-sucedida em se opor ao decreto municipal. Embora os ganhadores ainda fossem obrigados a se registrar e usar crachás, não foram obrigados a pagar por eles, e os libertos achavam muito mais fácil obter um "certificado de garantia" do que encontrar um fiador. Segundo Reis, o sucesso parcial da greve pode ser atribuído em grande parte ao caráter organizado dos cantos, que permitia uma forma de trabalho organizado entre os ganhadores. Além disso, os fortes laços étnicos entre os nagôs ajudaram a fomentar a solidariedade entre os grevistas e a comunidade afro-brasileira em Salvador; Reis afirma que a greve representava uma forma inicial de pan-africanismo que se espalhou pela Bahia no final do século XIX.
Reis também afirma que é possível entender o grande número de escravos que trabalhavam ao lado de libertos como ganhadores e eram mais propensos a desertar, como o ponto fraco da greve, servindo como fura-greves não intencionais. Em 1880, uma nova legislação removeu a exigência de que os ganhadores usassem crachás de metal, embora ainda exigisse que eles usassem a identificação do registro na manga direita de suas camisas. Além disso, a nova legislação exigia que eles se registrassem na polícia e não diretamente no conselho da cidade. Nas décadas seguintes, a porcentagem de escravos trabalhando como ganhadores diminuiu e, em 1888, ano em que a escravidão foi abolida no Brasil, os escravos constituíam apenas cerca de 2,5% da população de Salvador.